# Município de Perry (condado de Gallia, Ohio)
O município de Perry (em inglês: Perry Township) é um município localizado no condado de Gallia no estado estadounidense de Ohio. No ano de 2010 tinha uma população de 1.595 habitantes e uma densidade populacional de 16,05 pessoas por km².

## Geografia
O município de Perry encontra-se localizado nas coordenadas 38° 48′ 35″ N, 82° 23′ 52″ O. Segundo a Departamento do Censo dos Estados Unidos, o município tem uma superfície total de 99.35 km², da qual 98,67 km² correspondem a terra firme e (0,69 %) 0,68 km² é água.

## Demografia
Segundo o censo de 2010, tinha 1.595 habitantes residindo no município de Perry. A densidade populacional era de 16,05 hab./km². Dos 1.595 habitantes, o município de Perry estava composto pelo 98,62 % brancos, o 0,31 % eram afroamericanos, o 0,25 % eram amerindios, o 0,06 % eram asiáticos, o 0,19 % eram de outras raças e o 0,56 % eram de uma mistura de raças. Do total da população o 0,82 % eram hispanos ou latinos de qualquer raça.